# Kawęczyn (powiat wrzesiński)
Kawęczyn – wieś w Polsce położona w województwie wielkopolskim, w powiecie wrzesińskim, w gminie Września.
W latach 1975–1998 miejscowość należała administracyjnie do województwa poznańskiego.
Kawęczyn był niegdyś własnością Kokczyńskich, przeszedł w ręce niemieckie przed rokiem 1881, kiedy to należał do rodziny Albrechtów, która pod koniec XIX w. wybudowała dwór.
W 1939 roku Kawęczyn byt własnością Niemca, Juliusa Schultza. Majątek w 1926 roku liczył 251 hektarów.
W 2015 roku zabytkowy pałac, należący niegdyś do rodziny Albrechtów (w czasach PRL-u był tam PGR) został rozebrany na zlecenie właściciela terenu, przedsiębiorcy rolnego oraz radnego powiatu gnieźnieńskiego, Rajmunda Gąsiorka. Na tym terenie planuje stworzyć fermę kur.